# (454200) 2013 GN131
(454200) 2013 GN131 es un asteroide perteneciente al cinturón de asteroides, descubierto el 11 de marzo de 2013 por el equipo del Catalina Sky Survey desde el Catalina Sky Survey, Arizona, Estados Unidos.

## Designación y nombre
Designado provisionalmente como 2013 GN131.

## Características orbitales
2013 GN131 está situado a una distancia media del Sol de 2,849 ua, pudiendo alejarse hasta 3,264 ua y acercarse hasta 2,434 ua. Su excentricidad es 0,146 y la inclinación orbital 16,206 grados. Emplea 1756,45 días en completar una órbita alrededor del Sol.
Los próximos acercamientos a la órbita de Júpiter ocurrirán el 22 de marzo de 2059, el 1 de agosto de 2083 y el 15 de noviembre de 2107.

## Características físicas
La magnitud absoluta de 2013 GN131 es 16,78.